# 西江大学
西江大学（韩语：／ Seogang daegaggyo ?）为韩国著名的大学之一，位于韩国首尔特别市麻浦区上水洞一号。韩国前总统朴槿惠的母校。西江大学在韩国社会享有广泛盛誉，因校园坐落于首尔市中心的新村地区，故与延世大学，梨花女子大学和弘益大学合称为新村四校。

## 历史
西江大学由原天主教教宗庇护十二世于1948年发起建立。1960年，“西江学院”正式建立。1970年，西江学院获得韩国教育部综合大学资格，改名为“西江大学”。

## 耶穌會東亞5大學「全球領導力」課程
2008年開始，東亞4所耶穌會頂尖大學－日本上智大學、韓國西江大學、菲律賓馬尼拉雅典耀大學、台灣輔仁大學聯合開辦「全球領導力課程」（Global Leadership Program for 4 Jesuit Universities in East Asia），課程目標透過小組討論，培養現代社會的未來全球領導人。
2012年，印尼聖那塔達瑪大學加入，課程改稱「東亞5大學」。2013年，美國馬凱特大學受邀參觀。

## 各项排名
- 1998年、1999年、2003年、2004年和2006年NCSI（全国客户满意度指数）排名第一。
- 2008年在韩国最全面、最可信赖的新闻载体《中央日报》大学排名评估中排名韩国第一(除医学院以外的四年制大学)。
- 2009年在韩国影响力最大的新闻媒体《朝鲜日报》大学评估中毕业生能力声誉排名韩国第二（排在首尔大学之后）。

## 著名校友
- 朴槿惠（電子工程系學士畢業），大韓民國第18任總統
- 金泰榮（德語德文學系學士畢業），大韓民國國防部第42任部長
- 朴贊郁（哲學系、新聞廣播學系雙學士畢業），導演
- 南志鉉（心理學系學士畢業），演員
- 高周元（經濟學系學士畢業），演員
- 朴恩斌（心理學、新聞廣播學系雙學士畢業），演員
- 吳仁英（新聞廣播學系學士畢業），7公主隊長